# Луций Емилий Барбула
Луций Емилий Барбула (на латински: Lucius Aemilius Barbula) e политик и генерал на Римската република през 3 век пр.н.е.
Произлиза от фамилията Емилии и е син на Квинт Емилий Барбула (консул 317 и 311 пр.н.е.).
През 281 пр.н.е. той е консул с Квинт Марций Филип. Той командва войската против Таранто и помагащият им цар Пир на Епир. През 280 пр.н.е. като проконсул празнува триумф за победата против тарантините, самнитите и салентините. През 269 пр.н.е. Барбула е цензор.
Неговият син Марк Емилий Барбула е консул през 230 пр.н.е.